# ルキウス・カエキリウス・メテッルス・カルウス
ルキウス・カエキリウス・メテッルス・カルウス（ラテン語: Lucius Caecilius Metellus Calvus、生没年不詳）は、紀元前2世紀中頃の共和政ローマの政治家・軍人。紀元前142年にコンスル（執政官）を務めた。

## 出自

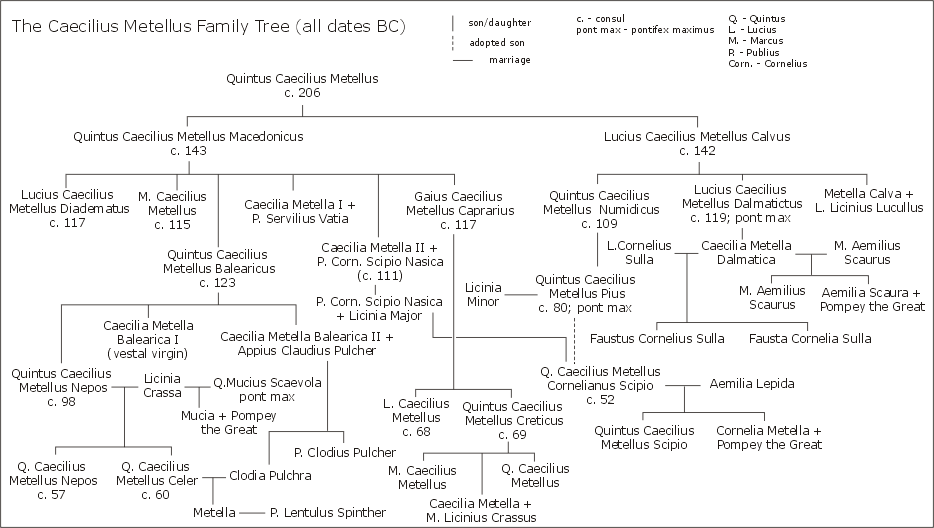
カエキリウス・メテッルス家系図

メテッルスはプレブス（平民）であるカエキリウス氏族の出身である。後に作られた伝説では、火の神ウゥルカーヌスの息子でプラエネステ（現在のパレストリーナ）の建設者であるカエクルス（en）の子孫とする。またアイネイアースと共にイタリアに来たカエクスの子孫とする別説もある。
カピトリヌスのファスティによれば、父のプラエノーメン（第一名、個人名）はクィントゥス、祖父はルキウスであるが、父は紀元前206年に執政官クィントゥス・カエキリウス・メテッルス、祖父はおそらく紀元前284年の執政官ルキウス・カエキリウス・メテッルス・デンテル、祖父父は紀元前251年と紀元前247年の執政官で、最高神祇官（ポンティフェクス・マクシムス）を22年間務めたルキウス・カエキリウス・メテッルスと思われる。紀元前143年の執政官クィントゥス・カエキリウス・メテッルス・マケドニクスは兄である。

## 経歴

紀元前2世紀のイベリア半島
橙がヒスパニア・キテリオル、緑がヒスパニア・ウルテリオル

カルウスの早期の経歴は不明であるが、ウィッリウス法の規定に基づけば紀元前145年以前にプラエトル（法務官）を務めたはずである。紀元前142年ぬカルウスは執政官に就任する。同僚のパトリキ（貴族）執政官はクィントゥス・ファビウス・マクシムス・セルウィリアヌスであった。前年の執政官の一人は、カルウスの兄であるクィントゥス、また翌年および翌々年の執政官をセルウィリアヌスの実の弟であるグナエウス・セルウィリウス・カエピオとクィントゥス・セルウィリウス・カエピオが務めている。現代の研究者は、カエキリウス氏族とセルウィリウス氏族に密接な関係があったと考えている。カルウスを含め氏族の代表者は、元老院で「反スキピオ派」を形成し、プブリウス･コルネリウス・スキピオ・アエミリアヌス・アフリカヌスを中心とする「スキピオ派」に対抗した。後にカルウスとマケドニクスの二人のカエキリウス・メテッルス家の人間が、スキピオ派のクィントゥス・ポンペイウスを収賄の罪でポンペイを裁判にかけた。ポンペイウスは無罪となったが、その理由は、裁判官が告訴側に影響されたくなかったからとされている。
カルウスが執政官を務めているとき（紀元前142年）、ユダヤの大祭司シモンが大使を派遣し、ローマへ支援を求めた。当時ユダヤはセレウコス朝シリアに対する独立戦争を戦っていた、ローマは「関係する国に手紙を送り、ユダヤに害を与えないように、ユダヤと戦わないように、またユダヤの敵を助けないように依頼する」ことを決め、カルウスが手紙を書いた。その中にはセレウコス朝のデメトリオス2世、アッタロス朝ペルガモンのアッタロス3世、カッパドキアとパルティアの王、それに小さな国の支配者たちが含まれていた。
カルウスとセルウィリアヌスとは、担当地位の決定をくじ引きではなく話し合いで決めた可能性がある。ルシタニア戦争が続いているヒスパニア・ウルテリオルはカルウスが担当することとなった。カルウスの活動の詳細は不明だが、ヴィリアトゥスが率いるルシタニア軍との戦いは失敗に終わったと思われる。翌紀元前141年、カルウスはプロコンスル（前執政官）の権限を持ってヒスパニア・キテリオルの属州総督を務めた。
紀元前136年か紀元前135年、カルウスは、スキピオ・アエミリアヌス、スプリアス・ムンミウスとともに、東地中海に派遣された使節団の一員に選ばれた。カルウスは当時最も権威あるローマの政治家であったスキピオに反対する派閥の代表として選ばれた可能性が高い。使節団はエジプト、シリア、アジア、キプロス、ギリシャを訪問し、これらすべての地域で古い絆を回復し、同盟関係を強化した。「彼らは文明地域をほとんど訪問し、誰もが良識ある素晴らしい人生を送っていると判断し、栄光とともにローマに帰還した。誰もが一致して確認し、どこにおいても最大の賛辞を得た」。また、同時代の人々は、大使たちの質素な作法と親しみやすさに注目した。
カルウスのその後に関して、資料には言及されていない。

## 子孫
カルウスの息子には、後にダルマティクスのアグノーメン（愛称）を得た紀元前119年の執政官ルキウス・カエキリウス・メテッルスと、同じくヌミディクスのアグノーメンを得た紀元前109年の執政官クィントゥス・カエキリウス・メテッルスがいる。加えて、娘が一人おりルキウス・リキニウス・ルクッルスの妻となり、スッラの支援者で、小アジア、黒海沿岸を征服した同名の息子を産んだ。紀元前1世紀には、カルウスの子孫から多くの著名人物が出ている。

## 参考資料

### 古代の資料
- 旧約聖書
- ウァレリウス・マクシムス『有名言行録』
- カピトリヌスのファスティ
- シケリアのディオドロス『歴史叢書』
- ティトゥス・リウィウス『ローマ建国史』
- プルタルコス『対比列伝』
- オロシウス『異教徒に反論する歴史』
- ユニアヌス・ユスティヌス『地中海世界史』

### 研究書
- Friedrich Münzer. Römische Adelsparteien und Adelsfamilien. - Stuttgart, 1920 .-- P. 437.
- Bobrovnikova T. Everyday life of the Roman patrician in the era of the destruction of Carthage. - M .: Young Guard, 2001 .-- 493 p. - ISBN 5-235-02399-4 .
- Bedian E. Tsepion and Norban (notes on the decade of 100-90 BC) // Studia Historica. - 2010. - number X . - S. 162-207 .
- Simon G. The Wars of Rome in Spain. - M .: Humanitarian Academy, 2008. - 288 p. - ISBN 978-5-93762-023-1 .
- Trukhina N. Politics and Politics of the "Golden Age" of the Roman Republic. - M .: Publishing House of Moscow State University, 1986. - 184 p.
- Wiseman T. Legendary Genealogies in Late-Republican Rome // G & R. - No. 1974. - No. 2 . - P. 153-164 .

| 公職                                                                                           | 公職                                                                            | 公職                                                                 |
| ---------------------------------------------------------------------------------------------- | ------------------------------------------------------------------------------- | -------------------------------------------------------------------- |
| 先代 アッピウス・クラウディウス・プルケル クィントゥス・カエキリウス・メテッルス・マケドニクス | 執政官 同僚：クィントゥス・ファビウス・マクシムス・セルウィリアヌス 紀元前142年 | 次代 グナエウス・セルウィリウス・カエピオ クィントゥス・ポンペイウス |